# Герб Мюрюнского наслега
Герб муниципального образования сельское поселение «Мюрюнский наслег» Усть-Алданского улуса Республики Саха (Якутия) Российской Федерации.
Герб утверждён Решением Мюрюнского наслежного Совета № 91 от 16 апреля 2009 года.
Герб внесён в Государственный геральдический регистр Российской Федерации под регистрационном номером 6631.

## Описание герба
«В зелёном поле с чешуевидной лазоревой оконечностью, прямо окаймлённой серебром и обременённой двумя серебряными карасями навстречу друг другу, золотое солнце; поверх поля и солнца — сэргэ (коновязь в виде столба с выточкой вверху): в зелени золотое, в золоте — зелёное».

## Описание символики
На гербе использован образ озера Мюрю.
Зелёный фон символизирует жизнь. Белые волны — это воды озера Мюрю.
Сэргэ символизирует сохранение традиций, национальных обычаев якутского народа, связь поколений.
Солнце означает свет, надежду, радость и возрождение.
Караси символизируют размеренность развития жизни